# Taylor Carpet Company Building
Taylor Carpet Company Building es un edificio comercial histórico ubicado en Indianápolis, Indiana. Fue construido en 1897 y es un edificio rectangular de estilo Beaux-Arts de siete pisos. Los tres pisos superiores se agregaron en 1906. La fachada frontal está revestida con terracota beige y los pisos superiores cuentan con grandes aberturas de ventanas al estilo Escuela de Chicago. Los dos primeros pisos están revestidos con un revestimiento de piedra de estilo streamline moderne. Está ubicado al lado del edificio de noticias de Indianápolis. El edificio albergó a Taylor Carpet Company, en funcionamiento hasta 1936. : 3–4 
Fue incluido en el Registro Nacional de Lugares Históricos en 1984. Está ubicado en el Distrito Histórico Washington Street-Monument Circle.